# Циссе
Циссе (пол. Cisse) — село в Польщі, у гміні Щутово Серпецького повіту Мазовецького воєводства.
Населення — 148 осіб (2011).
У 1975-1998 роках село належало до Плоцького воєводства.

## Демографія
Демографічна структура станом на 31 березня 2011 року:
|          | Загалом | Допрацездатний вік | Працездатний вік | Постпрацездатний вік |
| -------- | ------- | ------------------ | ---------------- | -------------------- |
| Чоловіки | 70      | 16                 | 46               | 8                    |
| Жінки    | 78      | 17                 | 45               | 16                   |
| Разом    | 148     | 33                 | 91               | 24                   |